# Zeina Abirached
Zeina Abirached (Beirut, 18 gennaio 1981) è una disegnatrice e fumettista libanese.
Ha studiato alla Académie Libanaise des Beaux-Arts ALBA in Libano e alla École nationale supérieure des arts décoratifs di Parigi.
Le sue storie sono basate su esperienze biografiche vissute dall'autrice durante la Guerra civile in Libano.

## Lavoro
Zeina Abirached ha vissuto la sua infanzia nella Beirut coinvolta dalla guerra. 
Nel 2002 ha prodotto un fumetto composto da disegni neri e bianchi con l'Atelier de Recherche ALBA. 
Dopo il suo lavoro come designer si è spostata a Parigi e ha continuato a disegnare fumetti incentrati sulla propria memoria e quella collettiva legata ad eventi collegati alla guerra.
 
La sua ispirazione viene da vecchie fotografie e riprese televisive, oltre che da autori come
David B and Jacques Tardi.
I ricordi di Abirached, Mourir, partir, revenir - Le Jeu des hirondelles, è il primo graphic novel ad essere premiato da FACE French Voices Grant, assegnato da PEN American Center e dall'ambasciata francese. È stato pubblicato da Lerner Publishing Group nel 2012 con il titolo A Game for Swallows: To Die, To Leave, To Return. 
Attraverso le sue opere, l'autrice ritrae non solamente le memorie della guerra civile, ma vuole reclamare una storia che è stata ignorata dai canali ufficiali della guerra o che è stata completamente dimenticata.
Il suo stile nero e bianco si ricollega agli aspetti della calligrafia araba.
I remember Beirut, una delle prime opere tradotte in lingua inglese, è ispirata all'autore francese Georges Perec.

## Pubblicazioni
- Il piano orientale (Le piano oriental, Casterman, 2015)[6]
- A Game for Swallows: To Die, To Leave, To Return (Graphic Universe/Lerner Publishing Group, 2012)
- Agatha de Beyrouth (Cambourakis, 2011)
- Mi ricordo Beirut (Je me souviens, Cambourakis, 2009)
- Il gioco delle rondini (Mourir, partir, revenir - Le Jeu des hirondelles, Cambourakis, 2007)
- 38, rue Youssef Semaani (Cambourakis, 2006)
- Beyrouth Catharsis (Cambourakis, 2006)